# Ludlow (Illinois)
Ludlow è un villaggio degli Stati Uniti d'America, situato nello Stato dell'Illinois, nella contea di Champaign.